# Visor electrònic
Un visor electrònic (o EVF en les seves sigles en anglès, de electronic viewfinder) és un visor en el qual la imatge capturada per l'objectiu es projecta en una pantalla en miniatura. La imatge en aquesta pantalla s'utilitza per ajudar a la càmera a enquadrar l'escena que es vol fotografiar. El sensor grava la vista a través de l'objectiu, aquesta es processa, i finalment es projecta en una pantalla en miniatura visible a través de l'ocular. Els visors electrònics de les càmeres fotogràfiques són molt similars als de les càmeres de vídeo.

## Ús
Els visors electrònics s'han utilitzat amb càmeres bridge durant alguns anys, però solament recentment s'han introduït en el camp de les càmeres compactes (amb la Ricoh GX100) i del tipus SLR (Panasonic DMC-G1, una càmera Micro Quatre Terços, que no és una réflex, sinó que té objectius intercanviables i un visor electrònic en lloc d'un òptic).
Molts fotògrafs professionals i afeccionats avançats prefereixen càmeres réflex proveïdes d'un visor òptic tradicional (OVF en les seves sigles en anglès, d'optical viewfinder). Al començament de 2006, alguns models nous de càmeres SLR presentaven tant la tradicional visualització a través de l'objectiu com una Vista en Directe (Live View) a temps complet a la pantalla LCD (no confondre amb un visor electrònic). Entre els models que incorporen aquesta tecnologia trobem les Olympus I-330, I-410, I-510 i I-3, les Panasonic Lumix DMC-L1 i DMC-L10, la Pentax K-50, la Leica Digilux 3, les Cànon EOS 40D i EOS-1D Mark III i les Nikon D3, D300 i D90.

## Visors electrònics de fotografia
Els visors electrònics tenen els següents avantatges en relació amb els òptics:
- Reducció del volum de la càmera, en prescindir-se del mirall mòbil i el pentaprisma. Convé recordar que les càmeres amb un visor òptic paral·lel a l'objectiu porten sempre associat cert error de paral·latge, especialment notable per a objectes propers.
- La informació sobre l'escena, com l'histograma, es pot sobreimprimir a la imatge.
- Els visors electrònics poden mostrar una aproximació de l'exposició final quan donem prioritat a l'exposició.
- Els visors electrònics poden mostrar una escena de llum baixa més brillant del que és quan donem prioritat a la pantalla.
- La majoria dels visors electrònics mostren una cobertura del 100% de la imatge final.
- Els visors electrònics ofereixen una representació més precisa del contrast i les qualitats tonals que apareixeran en la imatge final.

Els visors electrònics tenen les següents limitacions (2007):
- Pot haver-hi un interval perceptible entre els canvis en l'escena i la pantalla del visor electrònic.
- La resolució de la pantalla pot ser massa baixa per permetre un enfocament manual precís. Algunes càmeres ajuden a això augmentant el centre de la imatge o ressaltant les vores dels objectes enfocats; encara amb aquesta adaptació, l'enfocament manual utilitzant un visor electrònic és més difícil que utilitzant un visor òptic d'una SLR.
- En condicions de llum baixa, la pantalla d'un visor electrònic que no generi per si mateix guany pot quedar-se virtualment sense imatge, la qual cosa la fa difícil d'usar. En la pràctica, molt poques pantalles de visors electrònics no generen per si mateixes guany.
- Un visor electrònic té un alt consum, normalment equivalent al de la pantalla LCD principal.